# X-23
 Der er for få eller ingen kildehenvisninger i denne artikel, hvilket er et problem. Du kan hjælpe ved at angive troværdige kilder til de påstande, som fremføres i artiklen.

X-23 er en figur fra X-Men universet. Hun blev egentlig skabt til tegnefilmsserien X-Men: Evolution, som blev vist i Toonami på Cartoon Network, men blev senere skrevet ind i tegneserierne (i stil med Harley Quinn fra Batman). Hun er en klon baseret på Wolverines gener. Hendes ID nummer stammer fra, at hun er det 23. forsøg på at skabe en klon af Wolverine, efter 22 mislykkede forsøg. Grunden til at hun er af hunkøn, er at Y-kromosomet i prøven af Wolverines DNA, som blev brugt til kloningen, var for kraftigt beskadiget til en succesfuld kloning, hvilket også forklarer de første 22 mislykkede forsøg. Dette problem blev "løst" ved at duplikere X-kromosomet, hvilket samtidigt ændrede kønnet på klonen (XY=hankøn, XX=hunkøn). Den eneste forskel på X-23 og Wolverine, som man på nuværende tidspunkt kan se, er kløerne. Wolverine har tre kløer på hver hånd, hvor X-23 kun har to. Til gengæld besidder hun en klo i hver fod, som Wolverine mangler fuldstændigt. Disse kløer må, grundet deres længde, være opbevaret omkring skinnebenet når de ikke er i brug.